# King Creole (musikalbum)
King Creole är den amerikanske sångaren och musikern Elvis Presleys andra soundtrackalbum och hans sjätte album totalt. Det gavs ut av RCA Victor i mono (LPM 1884) i augusti 1958. Albumet utgör soundtracket till filmen med samma namn från 1958, där Elvis Presley spelade huvudrollen. Det innehåller 11 låtar som spelades in för filmen, även om en av dem klipptes bort i den slutliga versionen.
Inspelningarna skedde huvudsakligen i Radio Recorders studio B i januari 1958, men två av låtarna spelades in i filmbolaget Paramounts studio i februari samma år. Båda studiorna låg i Hollywood i Kalifornien.
När albumet utkom sent i augusti hade samtliga låtar utom "Steadfast, Loyal and True" redan släppts i juni och juli, fördelade på en singel, "Hard Headed Woman" tillsammans med "Don't Leave Me Now", samt de båda EP-skivorna King Creole Volume 1 och King Creole Volume 2. Elvis Presley ansåg att det inte fanns tillräckligt många bra låtar för ett helt album, men skivbolaget ville dra fördel av den publicitet som följde av hans påbörjade militärtjänstgöring. Efter godkännande från hans manager, Tom Parker, gavs albumet ut i augusti. Det fick, liksom filmen, generellt bra recensioner, särskilt för sina upptempolåtar.
King Creole nådde andraplatsen på Billboards albumlista i USA. På den konkurrerande Cashbox-listan nådde det plats sex. I Storbritannien toppade albumet UK Albums Chart under sju veckor. Det sålde initialt 250 000 exemplar i USA, vilket ansågs vara en framgång eftersom nästan alla låtar redan hade släppts på EP-skivor eller singel. År 1999 certifierade Recording Industry Association of America (RIAA) albumet guld för en försäljning av en halv miljon exemplar.

## Bakgrund

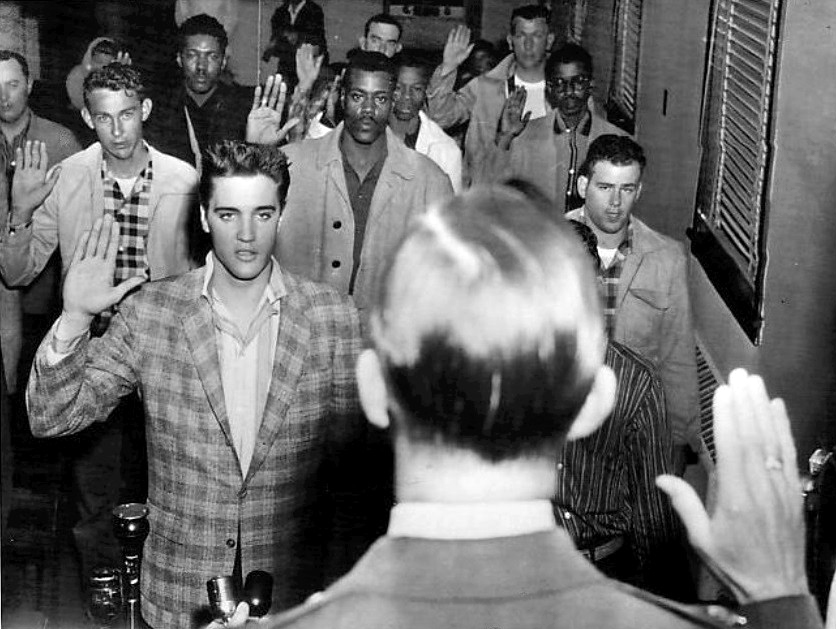
Elvis Presley svär trohetseden på dagen då han ryckte in i armén den 24 mars 1958.

När 1957 gick mot sitt slut, hade de fyra singlar som RCA enligt kontraktet skulle ge ut med Elvis Presley nått förstaplatsen på singellistan i USA, och var och en hade sålt omkring två miljoner exemplar. Under årets 52 veckor toppade han singellistan Top 100 i 21 veckor och bästsäljarlistan i 25 veckor. Dessutom toppade hans båda album sammanlagt albumlistan i 14 veckor. Tre av hans EP-skivor nådde likaså förstaplatsen, och två av dem sålde i över en miljon exemplar. Julalbumet och jul-EP:n nådde dessutom förstaplatsen på sina respektive listor.
I januari 1958 var Elvis Presley inplanerad att spela in sin fjärde film, King Creole, baserad på Harold Robbins roman, A Stone for Danny Fisher. Men den 20 december mottog han sin inkallelseorder med order att inställa sig för militärtjänstgöring den 20 januari 1958. Beskedet var förödande, inte bara för Elvis, utan även för hans skivbolag och filmbolag. Paramount Pictures ansökte om uppskov med motiveringen att de redan hade investerat mellan 300 000 och 350 000 dollar i förproduktionen av filmen, men fick veta att Elvis själv måste ansöka. Han gjorde så och mönstringsnämnden gick med på att skjuta upp inkallelsen i 60 dagar. När Elvis väl påbörjade sin militärtjänstgöring skulle alla möjligheter till liveframträdanden och nya studiosessioner upphöra. Därför behövde så mycket som möjligt ordnas före den 24 mars 1958, när han skulle inställa sig.

## Studioinspelningarna

### Inspelningssessionerna och musikerna

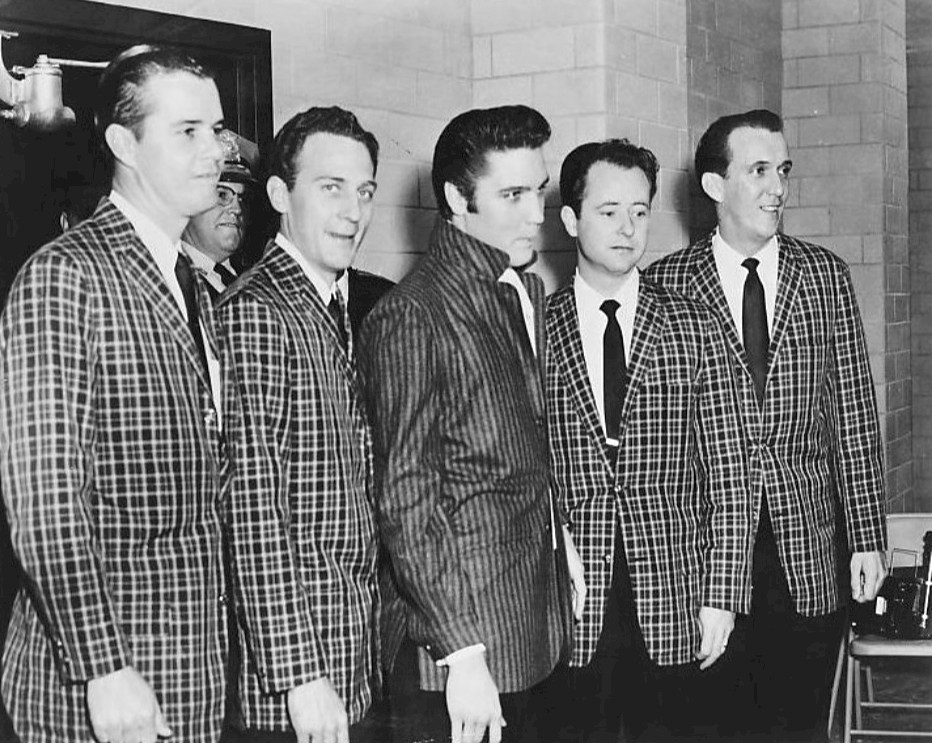
Elvis Presley och sånggruppen The Jordanaires i mars 1957. Från vänster: Neal Matthews, Hoyt Hawkins, Elvis Presley, Gordon Stoker och Hugh Jarrett.

Filmen skulle utspela sig i New Orleans och musiken skulle spegla stadens musikaliska tradition med afroamerikanska rötter och dess typiska rhythm and blues. För att skapa ett autentiskt dixielandsound anlitades några av Los Angeles bästa studiomusiker. En blåssektion med fyra musiker och basisten Ray Siegel, som även spelade tuba, hyrdes in. Elvis egen grupp, med gitarristen Scotty Moore, basisten Bill Black, trummisen D. J. Fontana och sånggruppen The Jordanaires (där flera även spelade instrument), utökades med pianisten Dudley Brooks. Vid ett senare inspelningstillfälle tillkom Bernie Mattinson på trummor för att assistera Black och Fontana när den komplexa rytmiken visade sig vara utmanande för dem, och Tiny Timbrell bistod på gitarr vid inspelningen i Paramounts studio. Sammanlagt bestod ensemblen av 14 musiker, den största Elvis dittills hade arbetat med i studio.
Elvis hade också hjälp av låtskrivarna Jerry Leiber och Mike Stoller, vilka hjälpte till med arrangemangen av sina egna låtar under den första inspelningsdagen och sannolikt också med några av de andra låtarna. RCA hade anlitat dem som oberoende producenter, men detta blev deras sista samarbete i studion med Elvis på grund av konflikter med hans manager, Tom Parker. De hade vid ett tillfälle presenterat låten "Don't" direkt för Elvis utan att gå genom de etablerade kanalerna, och vid ett annat tillfälle föreslagit att Elvis skulle spela huvudrollen i musikalen A Walk on the Wild Side, där de skulle skriva musiken. De uppmanades att aldrig mer lägga sig i Elvis karriär om de ville arbeta med honom igen och fick erfara hur strikt kontrollerad han var och att hans manager noggrant höll borta alla som kunde påverka Elvis eller utmana hans egen auktoritet.

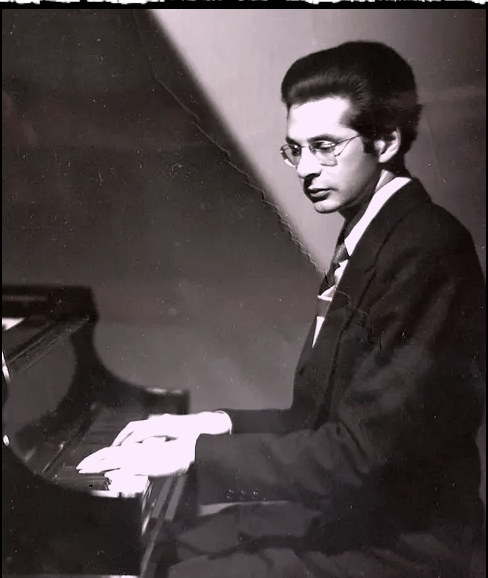
Ben Weisman (1945), som tillsammans med Fred Wise skrev "Crawfish", "Don't Ask Me Why", "As Long as I Have You" och den refuserade titellåten "Danny".

Leiber och Stoller bidrog med tre låtar, däribland titellåten "King Creole" och "Trouble", samt en fjärde, "Dirty, Dirty Feeling", som inte spelades in till filmen, men som Elvis spelade in senare, 1960. Låtskrivarparet Ben Weisman och Fred Wise skrev "Danny" som ett förslag till titellåt, men den kom inte med, samt ytterligare tre låtar som användes. Aaron Schroeder bidrog med två låtar tillsammans med olika medkompositörer, och Claude DeMetrius skrev rocklåten "Hard Headed Woman", som släpptes som singel från filmen.

### AlbumetKing Creole
Eftersom Elvis ansåg att filmen inte innehöll tillräckligt många starka låtar för att motivera ett helt album, valde RCA i stället att ge ut musiken på två EP-skivor och en singel ("Hard Headed Woman" / "Don't Ask Me Why"). Endast skolsången "Steadfast, Loyal and True", framförd a cappella, togs inte med. Med Elvis borta på militärutbildning gav Parker senare RCA tillåtelse att följa upp dessa med ett fullskaligt album som inkluderade allt inspelat material för filmen, sammanlagt elva låtar. "Hard Headed Woman" kom att klippas bort ur filmen, medan "Danny" lades åt sidan när titeln ändrades till King Creole och kom därför inte med på albumet. Att man initialt tvekade i detta fall, eller som vid Jailhouse Rock till och med avstod från att ge ut ett album, berodde på att EP-skivor vid denna tid generellt sålde bättre än LP-skivor, särskilt eftersom målgruppen i hög grad bestod av ungdomar med begränsade ekonomiska resurser.

## Komposition, stil och texter

### Radio Recorders, 15 januari

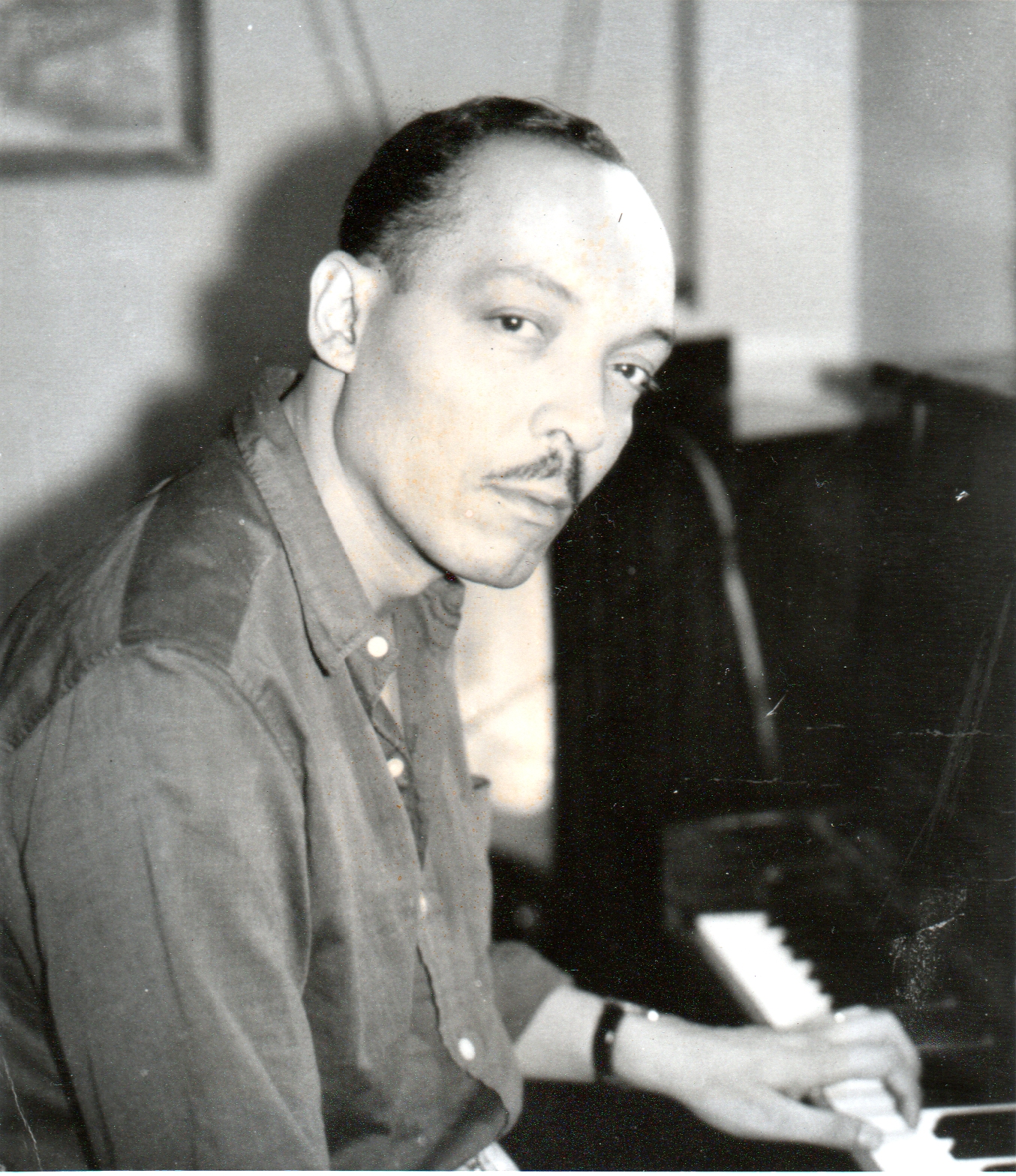
Claude Demetrius, som skrev "Hard Headed Woman".

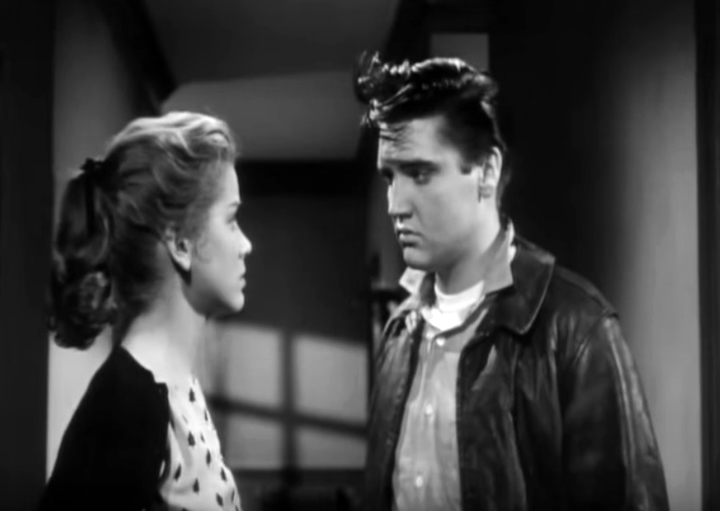
Elvis Presley och Dolores Hart i filmen King Creole, inte långt efter att Elvis hade framfört "Trouble".

"Hard Headed Woman" inledde inspelningarna i Radio Recorders studio B den 15 januari 1958. Det var en rocklåt av Claude Demetrius, som också hade skrivit "Mean Woman Blues" åt Elvis. Det är albumets snabbaste låt, trots att albumet i övrigt innehåller många rock'n'roll-låtar. Elvis var van vid denna typ av material, och hade det inte varit för att han denna gång arbetade med ett betydligt större band med en blåssektion, hade det kunnat vara en rutininspelning. Han verkar dock ha inspirerats av utmaningen. "Hard Headed Woman" var en blandning av rock'n'roll och dixielandjazz, men den lutade mer åt rock'n'roll än jazz. Låten drivs framåt av ett blåsdominerat arrangemang som fångade New Orleans-andan, men det är ändå i grunden traditionell rock'n'roll. Framförandet var intensivt, med kraftfull energi från ensemblen, där Elvis sjöng den fyndiga texten kaxigt och högljutt, med rapp leverans. Scenen där Elvis framförde låten i filmen klipptes bort. Trots detta valdes "Hard Headed Woman" som LP:ns singel och blev en hit.
"Trouble" var den första låten av Jerry Leiber och Mike Stoller som spelades in till filmen. Den börjar med ett långsamt blåsinstrumentintro, varefter Elvis inleder med den klassiska öppningsfrasen: "Om du söker bråk, har du kommit helt rätt". Den passade perfekt för filmens rebell, Danny Fisher. Det är en traditionell blues, en stop-time-blues i Muddy Waters-stil, men tempot skruvas upp i låtens andra del. Elvis framförde den i en passionerad R&B-stil, och föreföll ha roligt när han balanserade mellan hotfullhet och skämtsamhet. Trots att "Trouble" inte gavs ut på singel, blev den en välkänd femtiotalslåt med attityd. Elvis skulle dessutom återvända till den tio år senare som en bärande del i sin TV-special från 1968, och därigenom göra den än mer känd.
"New Orleans", skriven av Sid Tepper och Roy C. Bennett, var en hyllningslåt till staden där filmen utspelar sig. Det var en av de dixielandinspirerade låtar som formade ett för Elvis unikt soundtrack. Låten är en blandning av jazz, blues och rock och inleds med ett trumpetsolo av John Ed "Teddy" Buckner. Låten har ett livligt och för Elvis ovanligt arrangemang och Elvis framför den delvis sjungande, delvis talande.
"Crawfish" var ett av fyra bidrag till filmen av Fred Wise och Ben Weisman, och den sista låten som spelades in under den första inspelningsdagen. Weisman, beskrev den som "en folksång med en kreolsk klang" och "en av de bästa och mest känslomässiga låtar jag någonsin skrev för Elvis." "Crawfish" framfördes i filmen som en sorts duett mellan Elvis och jazz- och "rhythm and blues"-sångerskan Kitty White. På skivversionen klipptes dock den förlängda inledning som sjöngs av White bort, och hennes röst i de upprepade utropen av "Crawfish" som svar till Elvis tonades ned i bakgrunden. Låtens ton är dunkel och mystisk, och Elvis sjunger med en fyllig ton med en svag New Orleans-brytning. Den var en av Elvis mest ovanliga låtar i en sensuell tolkning som musikaliskt rör sig mellan flera genrer utan tydlig hemvist. Texten om kräftor är mångbottnad och kan tolkas såväl bokstavligt som insinuerande och sexuellt utmanande: ""Se här, jag har fångat en. Se så stor. Rensad och klar framför dig. Mört kött, titta!"

### Radio Recorders, 16 januari

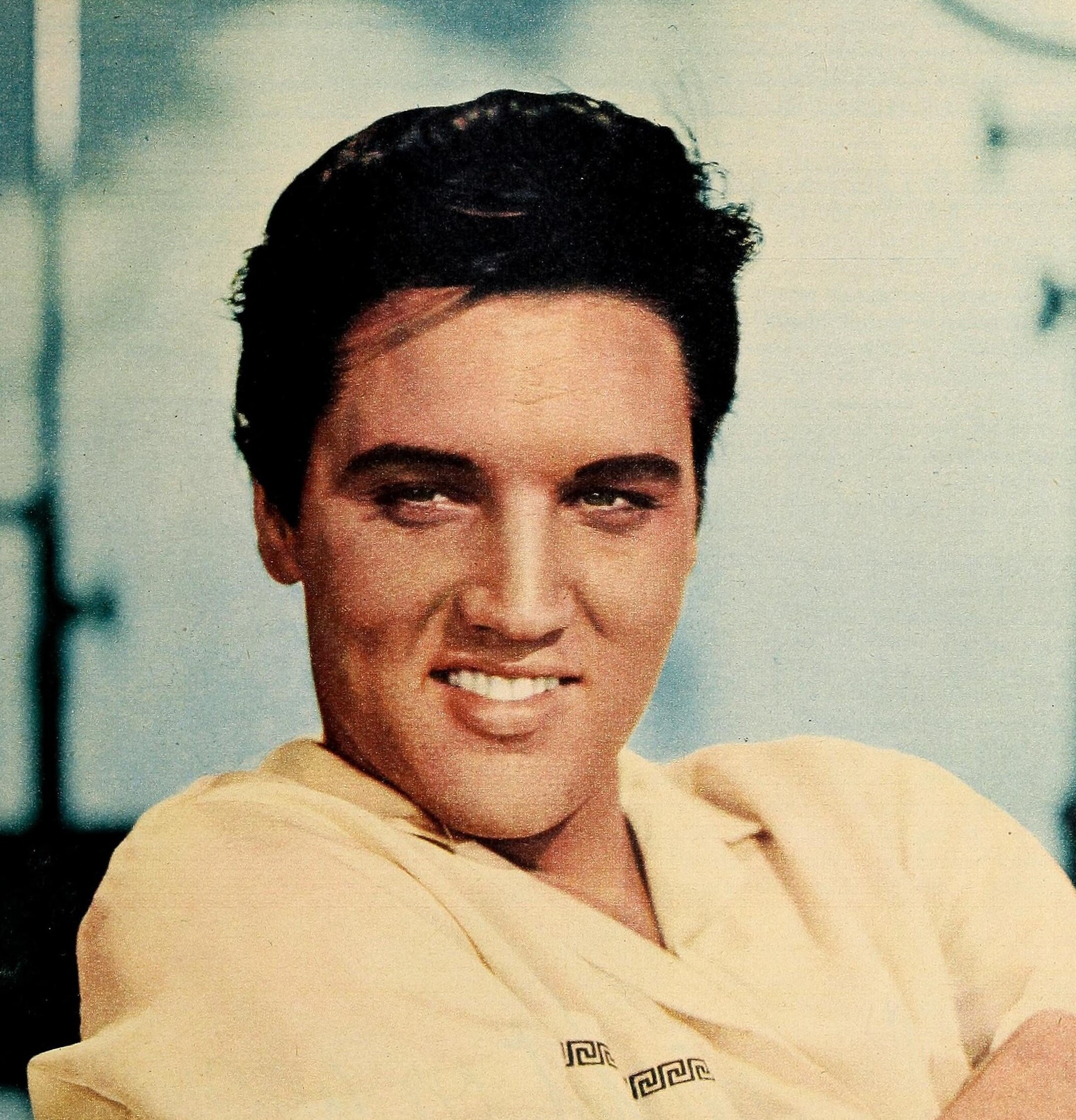
Elvis Presley i början av 1958 i samband med inspelningen av filmen King Creole.

"Dixieland Rock", skriven av Aaron Schroeder och Beverly Ross (här listad som Rachel Frank), inledde nästa dags inspelningar. "Dixieland Rock" är en jazzinfluerad snabb rock'n'roll-låt där de jazziga blåssektionerna med Elmer Schneiders trombon och John Ed Buckners trumpetsolo integreras med huvudbandets tighta rockkomp. Trots att låten är kort – under två minuter – är den väl arrangerad och Elvis framför texten i ett högt tempo. "Dixieland Rock" gavs ut i två något olika versioner, den ena på EP:n King Creole Volume 2 med ett kortare intro, den andra på King Creole-albumet.
"Lover Doll" var en lättsam poplåt skriven av Sid Wayne och Abner Silver. Det var en svängig och avskalad akustisk låt, som kändes trovärdig i filmen. Elvis gör en bra sånginsats. Steve Sholes på RCA ansåg att denna lättsamma, rytmiska låt kunde vara tillräckligt slagkraftig för en singelutgivning. Därför lät han The Jordanaires lägga på bakgrundssång vid en session i Nashville den 19 juni. "Lover Doll" gavs dock inte ut på singel. I stället släpptes den först på EP utan påläggen, men dessa återinfördes i den senare albumutgåvan.
"Don't Ask Me Why" var den andra balladen av Fred Wise och Ben Weisman som spelades in. Den har en typisk, lugn 50-talsmelodi. Kompositören Weisman, som tillägnade låten sin hustru Lisa, menade att "Elvis gjorde ett storartat jobb och fångade den romantiska känslan i låten." I stil liknar den "Don't Leave Me Now", och inspelningen gick utan problem. Elvis manager Tom Parker ansåg att "Don't Ask Me Why" borde bli en av låtarna på singeln, och den kom också att ges ut som B-sida tillsammans med "Hard Headed Woman".
"As Long as I Have You" var ännu en ballad av Fred Wise och Ben Weisman. Låten spelades in i två versioner för filmen samt en för potentiell skivutgivning, eftersom Elvis ansåg att den var tillräckligt stark för att rättfärdiga inspelningen. Tom Parker tyckte att den borde ingå som en av låtarna på singeln, men så skedde inte. Paramount valde i stället att använda den version som var tänkt för skivutgivning i filmen. Kärleksballaden "As Long as I Have You" påminner en del om "Young and Beautiful" från filmen Jailhouse Rock, men har ett något fylligare arrangemang. Låten har en enkel och tilltalande melodi, och gitarrerna spelas med stor finess. Elvis uppvisar större röstkontroll än tidigare, sjunger i ett djupare tonläge och ger låten ett känslosamt uttryck.

### Radio Recorders, 23 januari
"King Creole" var låtskrivarparet Jerry Leiber och Mike Stollers andra bidrag till filmen. Under den första inspelningsdagen, den 15 januari, hade man första gången tagit sig an "King Creole" efter att ha skjutit upp inspelningen av Weisman och Wises fjärde bidrag, "Danny", som var tänkt att bli filmens titellåt. Elvis var medveten om Leiber och Stollers stora betydelse för hans tidigare framgångar. De hade skrivit titellåtarna "Loving You" och "Jailhouse Rock till de båda föregående filmerna. Elvis och hans läger ville att "King Creole" i stället skulle bli titellåten, men att byta filmtitel var ett stort beslut. Inspelningen av "King Creole" var dock förenad med problem där det dixielandjazzarrangemang som man provade orsakade svårigheter för bandet och inte riktigt fungerade.

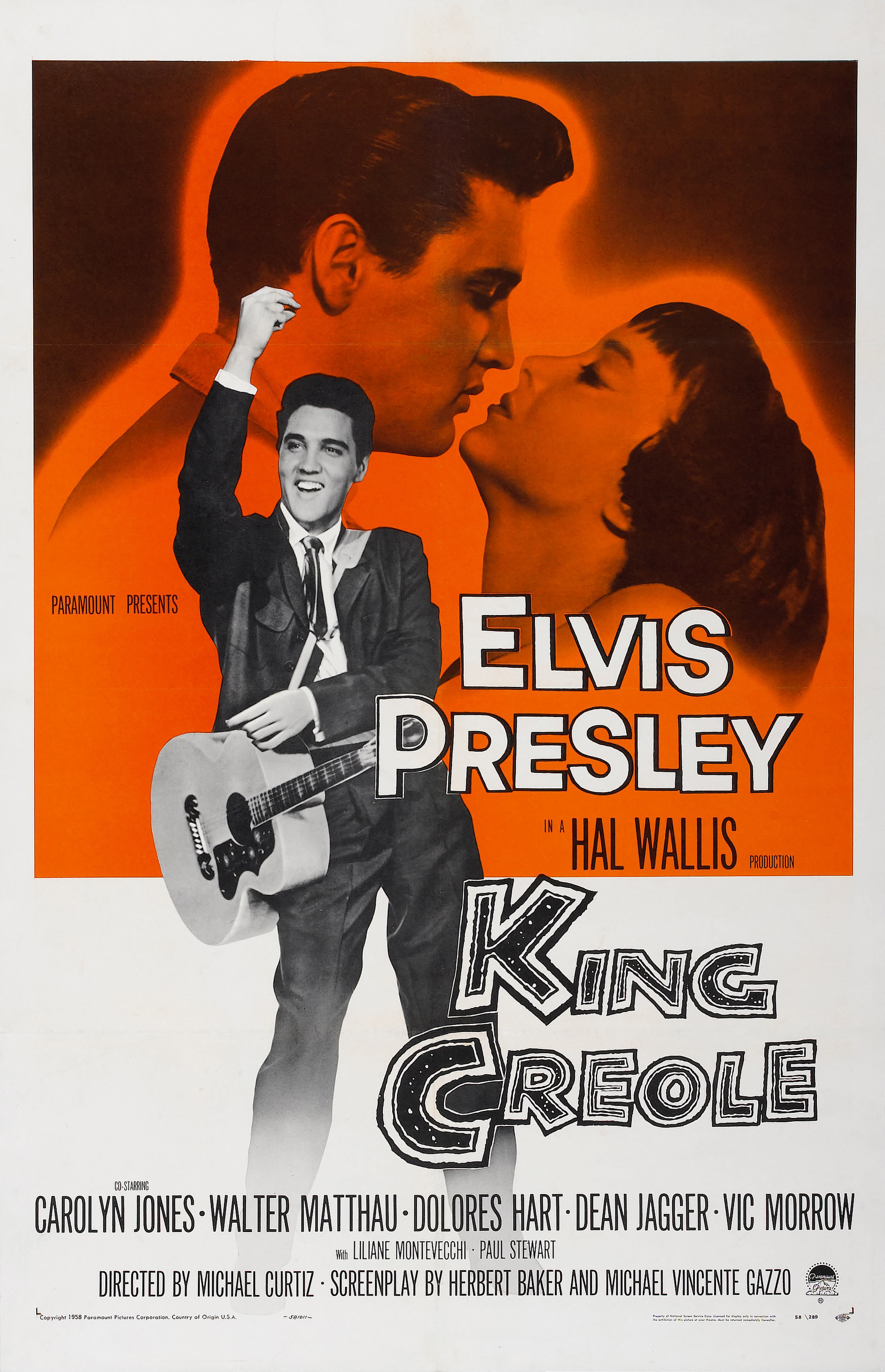
Filmaffisch för King Creole.

Varken Paramount eller Parker var övertygad om att de hade fått till en tillräckligt bra version av "King Creole". Därför beslutades att en ny session skulle hållas en vecka senare, den 23 januari, för att göra en ny inspelning av låten och av ytterligare en nödvändig låt, "Young Dreams". Steve Sholes passade samtidigt på att anlita Bernie Mattinson för att assistera D. J. Fontana på trummor och förstärka slagverket. Denna gång förenklades arrangemanget av "King Creole" och blåssektionens roll tonades ned eller till och med togs bort i vissa partier. Det gjorde att låten fick nytt liv och blev en ren rock'n'roll-låt men med en mörk underton. Låten inleddes med att The Jordanaires sjöng orden "King Creole" innan Elvis kom in. Elvis insats var väl avvägd. Han sjöng verserna i sitt lägre register och låten tog sedan fart i sista raden av versen och genom varje refräng. Trots det höga tempot är varje ord tydligt hörbart, vilket var en stor förbättring jämfört med tidigare rocklåtar som exempelvis "Got a Lot o' Livin' to Do!" från året innan. Scotty Moore spelade ett återkommande riff och levererade ett följsamt, klassiskt fingerspelat gitarrsolo. "King Creole" ansågs ändå inte vara tillräckligt stark för att bli den nya singeln. Den gavs dock ut i Storbritannien där den nådde andraplatsen på singellistan.
"Young Dreams", skriven av Aaron Schroeder och Martin Kalmanoff, var den sista inspelningen till filmen gjord på Radio Recorders. Det var en ballad framförd i medeltempo. Den har beskrivits som behaglig men ganska ordinär. För att skapa dynamik och variation i inspelningen sjöng Elvis vissa partier med en mjukare röst.

### Paramount, 11 februari

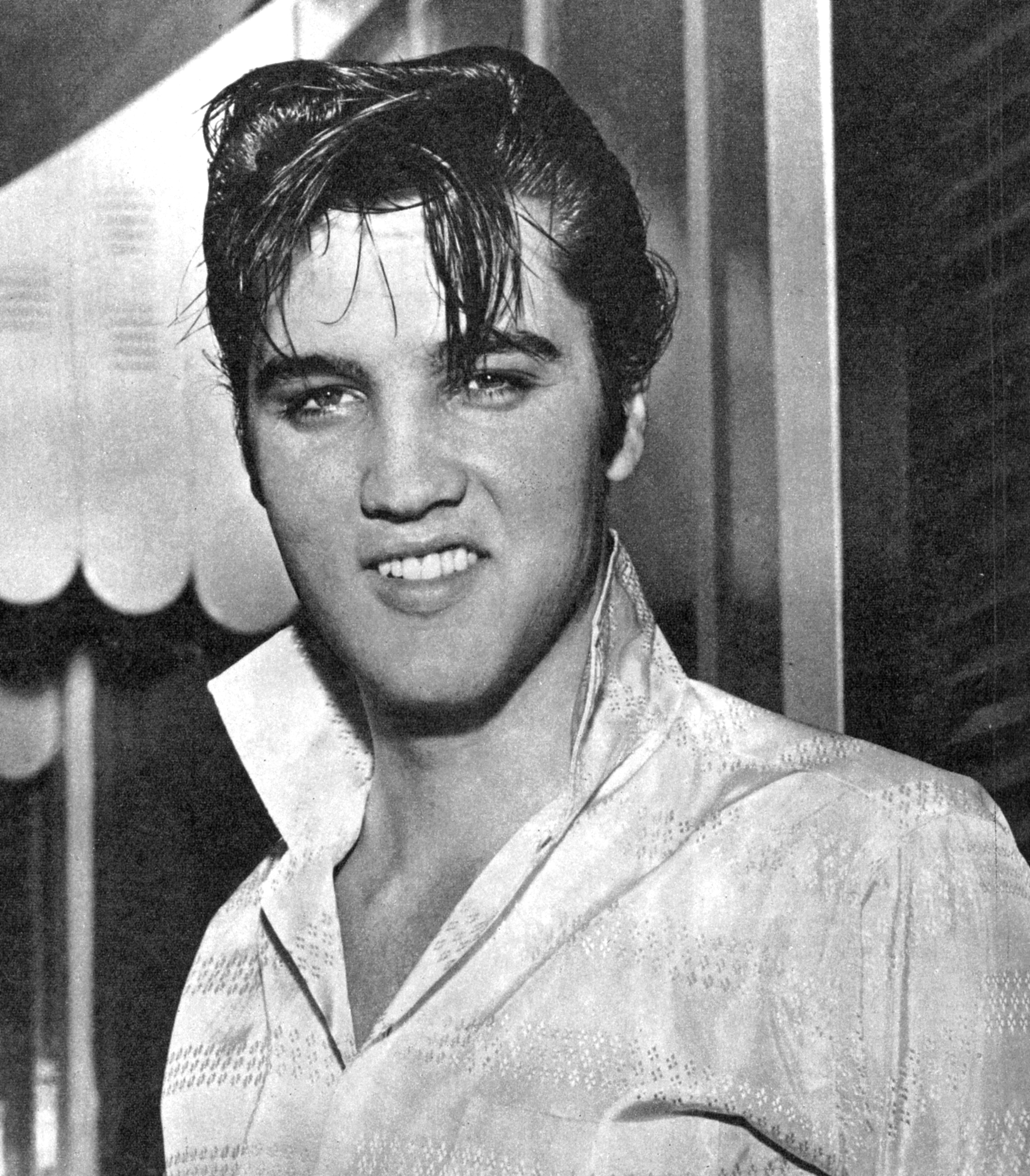
Elvis Presley 1958.

"Steadfast, Loyal and True", skriven av Jerry Leiber och Mike Stoller för filmen, spelades in i Paramounts Sound Stage den 11 februari. Den spelades först in på Radio Recorders den 16 januari, men en bättre version ansågs nödvändig. I filmen sjöng Elvis karaktär Danny Fisher den a cappella när han ombads framföra sin skolsång. Låten var aldrig tänkt för skivutgivning men togs ändå med på King Creole-albumet. Skivversionen försågs, i likhet med "Lover Doll", med sångpålägg av The Jordanaires i Nashville den 19 juni.
"Danny": Eftersom filmens titel ännu inte var bestämd och en alternativ titelmelodi till 'King Creole' ännu inte hade spelats in, blev nästa inspelning Fred Wises och Ben Weismans fjärde bidrag, "Danny", som syftar på karaktären i filmen, vilken bygger på Harold Robbins roman, A Stone for Danny Fisher. Låten har en annorlunda instrumentering än många av de andra låtarna på albumet, eftersom den saknar blåsinstrument. Elvis framför den dock väl. I början av mars valdes "King Creole" till filmens titel och "Danny" lades på hyllan. Den togs inte med på det ursprungliga albumet, trots att det med lätthet hade kunnat inkluderas som ett bonusspår i det förhållandevis korta albumet. I stället utkom "Danny" 1959 på Cliff Richards livealbum Cliff! och som B-sida till Marty Wildes brittiska hit "A Teenager in Love", samt blev en topp 10-hit i USA med Conway Twitty med en delvis annan text under namnet "Lonely Blue Boy". Elvis version gavs ut första gången 1978, tjugo år efter att den spelats in, på Elvis: A Legendary Performer Volume 3, och den inkluderades i den utökade CD-utgåvan av King Creole från 1997.

## Utgivning och marknadsföring

### Albumets placeringar
Albumet King Creole utkom någon gång den 18–24 augusti 1958. Det debuterade den 15 september 1958 på plats 11 på albumlistan Billboards "Best-Selling Popular Albums" i USA, som vid tiden omfattade 25 album. Den 6 oktober 1958, efter fyra veckor på listan, nådde det plats 2, som blev dess högsta position. Totalt låg albumet 15 veckor på listan.
På Cashbox noterades albumet första gången den 20 september 1958 på plats 9 på tidningens bästsäljarlista, som vid tiden omfattade 25 album. Den 4 oktober, efter tre veckor på listan, nådde det plats 6, vilket blev dess högsta placering. Totalt låg albumet 19 veckor på listan. I Storbritannien nådde albumet förstaplatsen den 20 september 1959 på UK Albums Chart och låg kvar där i sju veckor. Totalt låg albumet 22 veckor på listan.

### Singelskivornas placeringar

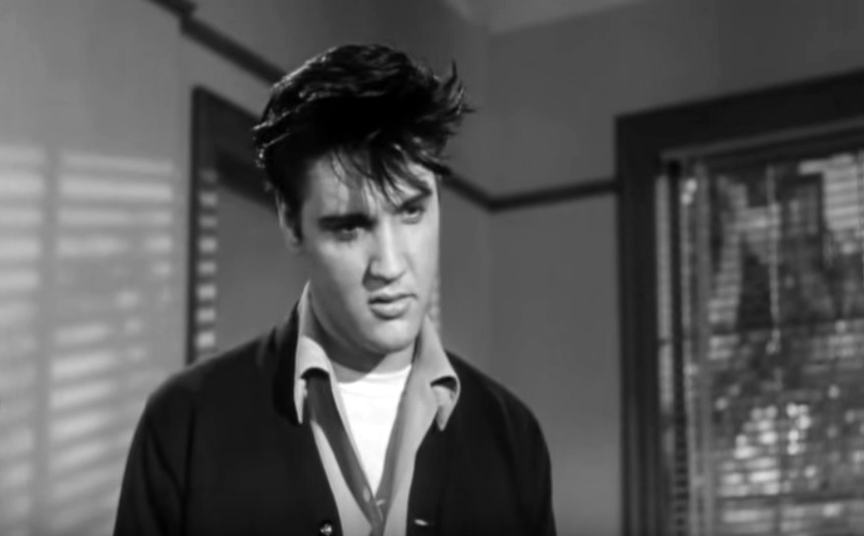
Elvis Presley i King Creole 1958.

Skivbolaget RCA Victor valde att inte, som brukligt, marknadsföra den nya filmen King Creole med titelspåret, utan gav i stället ut "Hard Headed Woman" den 10 juni tillsammans med B-sidan "Don't Ask Me Why". "Don't Ask Me Why" nådde plats 28 på Top 100-listan och plats 25 på diskjockeylistan.
Den 30 juni 1958 gick "Hard Headed Woman" in på listorna och nådde förstaplatsen den 21 juli. På de tre vid tiden existerande listorna toppade den både bästsäljar- och diskjockeylistan (bästsäljarlistan i två veckor) samt nådde andraplatsen på Top 100-listan. Den nådde även andraplatsen på R&B-listan och, tillsammans med "Don't Ask Me Why", på countrylistan.
I Storbritannien gick "Hard Headed Woman" in på plats 6 på UK Singles Chart den 31 juli 1958. Den 7 augusti, sin andra vecka på listan, nådde den andraplatsen och stannade där i två veckor, med totalt 11 veckor på listan. Även singeln "King Creole", med B-sidan "Dixieland Rock", gavs ut i Storbritannien. Den debuterade på 9:e plats på listan den 9 oktober 1958. Efter tre veckor, den 23 oktober, nådde den andraplatsen, vilket blev dess högsta placering under de totalt 15 veckor den låg på listan.

### EP-skivornas placeringar
Åtta av filmens soundtracklåtar gavs ut på de två EP-skivorna King Creole Volume 1 (EPA 4319) och King Creole Volume 2 (EPA 4321). Singellåtarna och skolhymnen "Steadfast, Loyal and True" inkluderades inte. King Creole Volume 1 släpptes den 1 juli och nådde förstaplatsen på Billboards EP-lista, en position den höll i 29 veckor. Även King Creole Volume 2 nådde förstaplatsen på samma lista, där den låg i en vecka men dessutom ytterligare 17 veckor på andraplatsen.

### Senare utgåvor av albumet
RCA återutgav albumet på LP i december 1961, både i mono, såsom originalutgåvan, och i elektronisk stereo. I april 1988 gavs albumet med sina elva låtar för första gången ut på CD.
RCA släppte en remastrad och utökad CD-version av albumet i april 1997. Denna utgåva innehöll originalalbumets tolv låtar samt ytterligare sju spår från samma inspelningssessioner, däribland den överblivna låten "Danny". I maj 2015 släpptes en dubbel-CD på samlaretiketten Follow That Dream, med originalalbumet, bonusspåren och ett stort antal alternativa tagningar.

## Mottagande
Den amerikanske musikjournalisten och filmkritikern Bob Bernstein, som skrev för Billboard Magazine, ansåg att det dussintal låtar som ingick i filmen var starka. Han framhöll särskilt "Young Dreams", "Dixieland Rock", "Hard Headed Woman" och "As Long as I Have You" som de bästa. Elvis framförde, enligt Bernstein, dem och de övriga låtarna med energi med ett för honom ovanligt brassackompanjemang. Den enda låt som han menade inte fungerade, var "Crawfish", som är "så förfinad att den blir löjlig" i sitt uttryck.

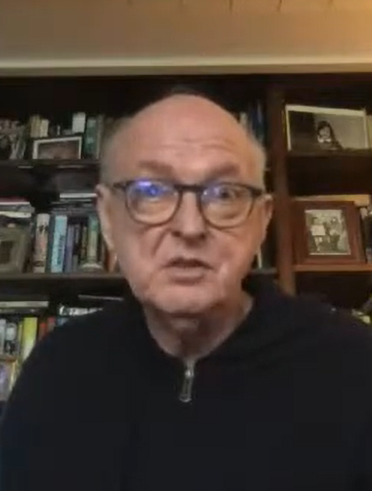
Musikkritikern Dave Marsh skrev att albumet King Creole innehåller några utmärkta låtar, främst tack vare Jerry Leiber och Mike Stoller.

Branschtidningen för film och underhållning, Variety, gav ett positivt omdöme om Elvis som skådespelare och menade att han framförde ett antal "mycket behagliga, mjuka och melodiska sånger". Den brittiske musikjournalisten Laurie Henshaw skrev i sin recension för musiktidningen Melody Maker, att åtminstone två av albumets låtar, "King Creole" och "Lover Doll", med lätthet skulle kunna ta sig in på bästsäljarlistan. Han bortsåg då från "Hard Headed Woman", som redan hade släppts på singel och blivit en storsäljare. Han framhöll även "Dixieland Rock" som en stark outsider, då den följer samma rytmiska mönster som "Jailhouse Rock". Henshaw ansåg att Elvis Presley var som bäst i sina upptempolåtar men fann hans framförande av de långsammare låtarna överdrivet.
Den amerikanske musikkritikern och musikjournalisten Bruce Eder, skrivande för AllMusic, ansåg att King Creole var ett av de starkare soundtrackalbumen i Elvis Presleys karriär, från vad han menade var den sista av Elvis seriösa filmer där han verkligen ansträngde sig både som skådespelare och musiker. Eder framhöll Leiber och Stollers "King Creole" och "Trouble" samt Claude Demetrius "Hard Headed Woman" som albumets höjdpunkter, där elgitarrerna framgångsrikt samspelar med blåsinstrumenten. Även 'Dixieland Rock' och 'Young Dreams' fick godkänt av Eder. Däremot menade han att de långsamma balladerna, med undantag för "As Long as I Have You", var oengagerande.
Musikskribenten Paul Simpson ansåg att King Creole var Elvis Presleys bästa soundtrackalbum och att de råare låtarna som utgjorde hälften av albumet, var magnifika. Han lyfte fram "Trouble" och menade att "King Creole", med ett fantastiskt gitarrsolo av Scotty Moore, är nästan lika bra. Andra låtar som Simpson berömde var "New Orleans", "Hard Headed Woman" och "Dixieland Rock", där de två senare har ett storartat driv. Han menade att balladerna inte är riktigt lika bra, men att ändå "As Long as I Have You" var en låt som Elvis verkligen verkar ha uppskattat.
I The New Rolling Stone Record Guide skrev musikkritikern Dave Marsh att King Creole visserligen innehåller några utmärkta låtar, främst tack vare Jerry Leiber och Mike Stollers låtskrivande, men att det i slutänden ändå är ett soundtrackalbum och präglas av de begränsningar som följer med den typen av album.

## Försäljning

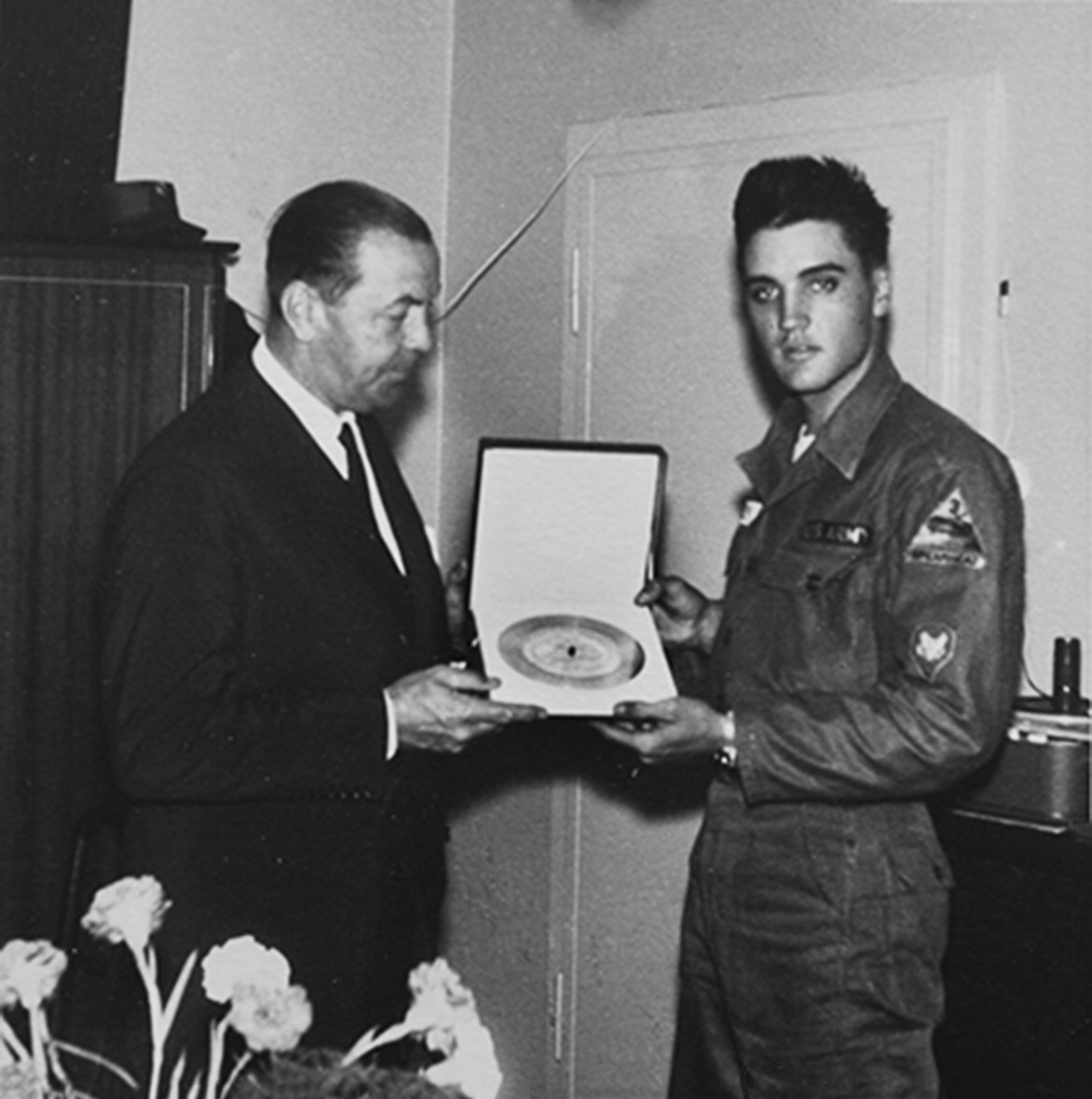
Den svenske musikentreprenören Sixten Eriksson, grundare av AB Electra som representerade RCA i Sverige, överlämnar 1959 en guldskiva till Elvis Presley i Bad Nauheim, Tyskland, för försäljningen av 100 000 exemplar av EP-skivan King Creole i Sverige.

### Albumets försäljning
Under sin inledande tid på topplistorna i USA såldes 250 000 exemplar av albumet. Det får anses vara bra siffror eftersom alla låtar på albumet, med undantag för "Steadfast, Loyal and True", redan hade utkommit på någon av de båda EP-skivorna eller på singeln, vilka sålt i många exemplar. Albumet certifierades guld av Recording Industry Association of America (RIAA) i juli 1999 för en försäljning av 500 000 exemplar.

### Singelskivans och EP-skivornas försäljning
Förutom albumets framgångar, hade även singeln och EP-skivorna en betydande försäljning. Singeln "Hard Headed Woman" och "Don't Ask Me Why" sålde initialt över en miljon exemplar i USA och certifierades platina för detta av RIAA i mars 1992.
EP-skivorna King Creole, Volume 1 och King Creole, Volume 2 sålde båda initialt en halv miljon exemplar och vid efterhandsregistreringen hos RIAA i mars 1992 certifierades båda platina för en försäljning på över en miljon exemplar. Även i Sverige sålde EP-skivan King Creole guld med 100 000 exemplar.

## Låtlistor
King Creole

### 1958, originalutgåva, LP
| 1. | King Creole           | Jerry Leiber, Mike Stoller    | 23 januari 1958 | 2:10 |
| 2. | As Long as I Have You | Fred Wise, Ben Weisman        | 16 januari 1958 | 1:51 |
| 3. | Hard Headed Woman     | Claude Demetrius              | 15 januari 1958 | 1:56 |
| 4. | Trouble               | Jerry Leiber, Mike Stoller    | 15 januari 1958 | 2:19 |
| 5. | Dixieland Rock        | Aaron Schroeder, Rachel Frank | 16 januari 1958 | 1:47 |

| 1.           | Don't Ask Me Why                 | Fred Wise, Ben Weisman            | 16 januari 1958  | 2:09  |
| 2.           | Lover Doll                       | Sid Wayne, Abner Silver           | 16 januari 1958  | 2:12  |
| 3.           | Crawfish (Duett med Kitty White) | Fred Wise, Ben Weisman            | 15 januari 1958  | 1:52  |
| 4.           | Young Dreams                     | Aaron Schroeder, Martin Kalmanoff | 23 januari 1958  | 2:24  |
| 5.           | Steadfast, Loyal and True        | Jerry Leiber, Mike Stoller        | 11 februari 1958 | 1:19  |
| 6.           | New Orleans                      | Sid Tepper, Roy C. Bennett        | 15 januari 1958  | 2:04  |
| Total längd: | Total längd:                     | Total längd:                      | Total längd:     | 22:03 |

### 1997, CD-utgåva med bonusspår
| 1.           | King Creole                                                | Jerry Leiber, Mike Stoller        | 23 januari 1958  | 2:08  |
| 2.           | As Long as I Have You                                      | Fred Wise, Ben Weisman            | 16 januari 1958  | 1:50  |
| 3.           | Hard Headed Woman                                          | Claude Demetrius                  | 15 januari 1958  | 1:53  |
| 4.           | Trouble                                                    | Jerry Leiber, Mike Stoller        | 15 januari 1958  | 2:17  |
| 5.           | Dixieland Rock                                             | Aaron Schroeder, Rachel Frank     | 16 januari 1958  | 1:47  |
| 6.           | Don't Ask Me Why                                           | Fred Wise, Ben Weisman            | 16 januari 1958  | 2:06  |
| 7.           | Lover Doll                                                 | Sid Wayne, Abner Silver           | 16 januari 1958  | 2:08  |
| 8.           | Crawfish (Duett med Kitty White)                           | Fred Wise, Ben Weisman            | 15 januari 1958  | 1:49  |
| 9.           | Young Dreams                                               | Aaron Schroeder, Martin Kalmanoff | 23 januari 1958  | 2:23  |
| 10.          | Steadfast, Loyal and True                                  | Jerry Leiber, Mike Stoller        | 11 februari 1958 | 1:15  |
| 11.          | New Orleans                                                | Sid Tepper, Roy C. Bennett        | 15 januari 1958  | 1:59  |
| 12.          | King Creole (alternate take 18)                            | Jerry Leiber, Mike Stoller        | 15 januari 1958  | 2:16  |
| 13.          | As Long as I Have You (movie version take 4)               | Fred Wise, Ben Weisman            | 23 januari 1958  | 0:56  |
| 14.          | Danny                                                      | Fred Wise, Ben Weisman            | 11 februari 1958 | 1:52  |
| 15.          | Lover Doll (undubbed)                                      | Sid Wayne, Abner Silver           | 16 januari 1958  | 2:14  |
| 16.          | Steadfast, Loyal and True (movie version alternate master) | Jerry Leiber, Mike Stoller        | 16 januari 1958  | 1:31  |
| 17.          | As Long as I Have You (movie version take 8)               | Fred Wise, Ben Weisman            | 15 januari 1958  | 1:24  |
| 18.          | King Creole (alternate take 3)                             | Jerry Leiber, Mike Stoller        | 15 januari 1958  | 2:05  |
| Total längd: | Total längd:                                               | Total längd:                      | Total längd:     | 33:53 |

### 2015, FTD-utgåva
| 1.           | King Creole                                                                     | 2:10  |
| 2.           | As Long as I Have You                                                           | 1:52  |
| 3.           | Hard Headed Woman                                                               | 1:55  |
| 4.           | Trouble                                                                         | 2:19  |
| 5.           | Dixieland Rock Side 2                                                           | 1:50  |
| 6.           | Don't Ask Me Why                                                                | 2:09  |
| 7.           | Lover Doll                                                                      | 2:11  |
| 8.           | Crawfish (Duett med Kitty White)                                                | 1:52  |
| 9.           | Young Dreams                                                                    | 2:24  |
| 10.          | Steadfast, Loyal and True                                                       | 1:18  |
| 11.          | New Orleans Bonus Track                                                         | 2:03  |
| 12.          | Danny Thorne Nogar Live Mono Mixes                                              | 1:54  |
| 13.          | Hard Headed Woman (Take 10 - Master)                                            | 2:03  |
| 14.          | Trouble (Take 5 - Master)                                                       | 2:31  |
| 15.          | New Orleans (Take 5 - Master)                                                   | 2:08  |
| 16.          | King Creole (First Version - Take 3)                                            | 2:11  |
| 17.          | King Creole (First Version - Take 18)                                           | 2:23  |
| 18.          | Crawfish (Take 7 - Unedited Master)                                             | 2:59  |
| 19.          | Dixieland Rock (Take 14 - Master)                                               | 2:04  |
| 20.          | Lover Doll (Take 7 - Unedited/Undubbed Master)                                  | 2:28  |
| 21.          | Don't Ask Me Why (Take 12 - Master)                                             | 2:14  |
| 22.          | As Long as I Have You (Take 10 - Master)                                        | 2:01  |
| 23.          | Muskrat Ramble (Instrumental)                                                   | 1:27  |
| 24.          | Steadfast, Loyal and True (First Version - Take 6)                              | 1:41  |
| 25.          | As Long as I Have You (Short Version - Take 4)                                  | 1:10  |
| 26.          | As Long as I Have You (Long Version - Take 8)                                   | 1:33  |
| 27.          | King Creole (Revised Version - Take 13 - Master)                                | 2:18  |
| 28.          | Young Dreams (Take 8 - Master)                                                  | 2:41  |
| 29.          | King Creole (Main Title - Instrumental - Take 8 – Master) Recorded at Paramount | 1:49  |
| 30.          | Steadfast, Loyal and True (Undubbed Record Master)                              | 1:17  |
| 31.          | Steadfast, Loyal and True (Movie Version)                                       | 0:41  |
| Total längd: | Total längd:                                                                    | 61:36 |

| 1.           | King Creole               | 2:13  |
| 2.           | Trouble                   | 2:06  |
| 3.           | Dirty, Dirty Feeling      | 1:37  |
| 4.           | New Orleans               | 2:32  |
| 5.           | Hard Headed Woman         | 2:02  |
| 6.           | Dixieland Rocks           | 1:56  |
| 7.           | Crawfish                  | 2:20  |
| 8.           | As Long as I Have You     | 2:20  |
| 9.           | Danny                     | 2:21  |
| 10.          | Don't Ask Me Why          | 2:04  |
| 11.          | Lover Doll                | 2:26  |
| 12.          | Young Dreams              | 2:53  |
| 13.          | Steadfast, Loyal and True | 1:54  |
| 14.          | Turtles, Berries, Gumbo   | 2:28  |
| 15.          | Banana                    | 2:12  |
| Total längd: | Total längd:              | 33:54 |

## Medverkande
Uppgifterna, hämtade från Keith Flynn och Ernst Jørgensen, avser inspelningar gjorda i Radio Recorders studio B i Hollywood, Kalifornien, den 15–16 och 23 januari 1958, samt i Paramount Sound Stage i Hollywood den 11 februari 1958, med pålägg gjorda i RCA:s studio B i Nashville, Tennessee den 19 juni 1958.

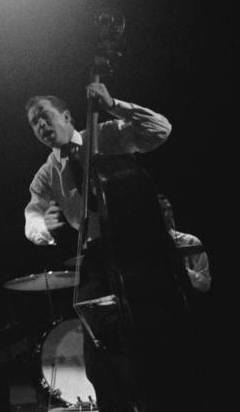
Bill Black, som spelade ståbas under inspelningarna.

- Elvis Presley – sång, akustisk gitarr på alla låtar utom "Steadfast, Loyal and True".
- Scotty Moore – elgitarr på alla låtar utom "Steadfast, Loyal and True".
- Bill Black – ståbas på alla låtar utom "Steadfast, Loyal and True".
- D. J. Fontana – trummor på alla låtar utom "Steadfast, Loyal and True".
- Bernie Mattinson – slagverk vid inspelningen av "King Creole" och "Young Dreams".
- Hilmer J. 'Tiny' Timbrell – gitarr under inspelningarna i Paramounts studio.
- Neal Matthews (i The Jordanaires) – bas eller gitarr vid inspelningen av alla låtar utom "Steadfast, Loyal and True".
- Dudley Brooks – piano vid inspelningen av alla låtar.
- Gordon Stoker (i The Jordanaires) – bongotrumma vid inspelningen av alla låtar utom "Steadfast, Loyal and True".
- Hoyt Hawkins (i The Jordanaires) – cymbaler vid inspelningen av alla låtar utom "Steadfast, Loyal and True".
- Ray Siegel – bas eller bastuba vid inspelningen av alla låtar utom "Steadfast, Loyal and True".
- Mahlon Clark – klarinett vid inspelningen av alla låtar utom "Steadfast, Loyal and True".
- Justin Gordon – saxofon vid inspelningen av alla låtar utom "Steadfast, Loyal and True".
- Teddy Buckner – trumpet vid inspelningen av alla låtar utom "Steadfast, Loyal and True".
- Elmer Schneider – trombon vid inspelningarna av "Hard Headed Woman", "Trouble", "New Orleans", "Crawfish", "Dixieland Rock", "Lover Doll", "Don't Ask Me Why", "As Long as I Have You".
- Warren Smith – trombon vid inspelningarna av "King Creole" och "Young Dreams".
- Kitty White – sång på "Crawfish".
- The Jordanaires (Gordon Stoker, Neal Matthews, Hoyt Hawkins, Hugh Jarrett) – bakgrundssång vid inspelningen av alla låtar. Vid sångpåläggen gjorda den 19 juni på "Steadfast, Loyal and True" och "Lover Doll", hade Hugh Jarrett ersatts av Ray Walker som bassångare.
- Millie Kirkham – bakgrundssång vid påläggen gjorda på "Steadfast, Loyal and True" och "Lover Doll".
- Walter Scharf – producent för Paramount på alla låtarna.
- Steve Sholes – producent för sångpåläggen gjorda den 19 juni på "Steadfast, Loyal and True" och "Lover Doll".
- Thorne Nogar – ljudtekniker på alla låtar utom "Steadfast, Loyal and True".
- Wally Kamin – ljudtekniker på alla låtar utom "Steadfast, Loyal and True".
- Phil Wisdom – ljudtekniker på "Steadfast, Loyal and True".
- Bob Ferris – ljudtekniker vid sångpåläggen gjorda den 19 juni på "Steadfast, Loyal and True" och "Lover Doll".

## Topplistor
|  |

|  |

|  |

|  |

| Lista (1958)                     | Högsta position |
| Storbritannien (UK Albums Chart) | 1               |
| USA (Cashbox Top 100 Albums)     | 6               |
| USA (Billboard 200)              | 2               |

| Område     | Certifiering | Försäljning |
| USA (RIAA) | guld         | 500 000     |